# Ciro Villamizar
Ciro Villamizar (Cúcuta, 17 de agosto de 1945-Bucaramanga, 31 de enero de 2007) es un actor y director de teatro colombiano.

## Biografía
Este actor y director de teatro colombo-venezolano, hijo de Graciela Mora y mayor de una familia de ocho hermanos, nació en el barrio San Luis de Cúcuta, departamento Norte de Santander, Colombia, el 17 de agosto de 1945. Actor y director teatral, formado por Paco Barrero y Germán Moure, entre otros, dedicó su vida a la formación de jóvenes talentos para el teatro. Gran parte de su actividad artística la desarrolló en Cúcuta, San Cristóbal (estado Táchira, Venezuela), en la isla de Margarita (estado Nueva Esparta, Venezuela) y en Caracas.

## Estilo teatral
Con una rica trayectoria y un gran talento actoral, gran parte de su trabajo signó la historia del teatro de Cúcuta y de San Cristóbal, eje fronterizo que vio dinamizada, durante la década de los 80 y 90, su actividad cultural y escénica gracias a Villamizar y a otros directores. Villamizar, admirador de García Lorca y de Bertolt Brecht, se destacó por su gran calidad humana, un método de formación teatral basado en los principios de a) rigor escénico y sobriedad en el uso de recursos externos a la corporeidad del actor, b) la riqueza intelectual del hacedor de teatro, c) el aprendizaje significativo del actor alrededor de la experiencia de la puesta en escena, d) la adquisición de múltiples competencias en las diferentes áreas técnicas y artísticas de la producción teatral, e) el compromiso social del artista, f) un minucioso cuidado de sí (lo que implica compromisos éticos y el servicio comunitario) y g) la investigación de nuevos lenguajes corporales.
Parte importante de su trabajo escénico se articulaba con un rescate de las prácticas culturales populares y de la "lógica del sentido común", propia de la vida de las culturas de la provincia. Entre sus alumnos, que veían en él a un riguroso maestro del arte y a un generoso maestro de ciudadanos, se cuenta a Elkin Díaz (actor colombiano), Horacio Rosales (actor, director, docente e investigador venezolano), Yadira Moncada, Danilo Chacón, Jesús Delgado, Rosana Álvarez, Juan Alberto García, Miriam Otero, Francisco Fuentes, Janis Rey, María Eugenia Escalona, Amaloa Perich, José Ramón Castillo, Jorge y Carlos Álvarez (todos ellos actores venezolanos, amén de poseer o ejercer otras profesiones), entre otros.
Villamizar, o don Ciro, dirigió teatros universitarios, como el de la Universidad Nacional Experimental del Táchira (UNET).

## Compañía regional de teatro del estado Táchira (Venezuela)
Villamizar, con Herman Lejter y Horacio Rosales fundó, en el año 1992, la Compañía Regional de Teatro del Táchira (en San Cristóbal), con sede en la Escuela Nacional de Danza. Esta compañía de formación y producción teatral cuenta aún con un espacio teatral o sala flexible fundada por Ciro Villamizar y llamado Sala La Nona. La compañía de teatro pertenece, igualmente, al Sistema Nacional de Compañías Regionales de Teatro de Venezuela, creado por Lejter, y al Centro Dramático Nacional. Ciro Villamizar fue durante más de veinte años profesor del Consejo Nacional de la Cultura (Conac) y, a inicios de los años 90, fue secretario del Fondo Cultural Cafetero (Bogotá) durante la dirección de Rosaema de Méndez. Recientemente fue miembro de la junta directiva del Ateneo del Táchira.

## Algunas producciones teatrales
Fue reconocido por sus actuaciones en La última grabación de Krap, de Samuel Beckett; como Egisto, en Las moscas, de Jean-Paul Sartre o como el Inspector y el Anciano de Roberto Zucco, de Bernard-Marie Koltès, entre otros. Algunos espectáculos bajo su dirección fueron Barro para el último responso, de Omar Flórez; Acto cultural, de José Ignacio Cabrujas; Los títeres de Cachiporra, La casa de Bernarda Alba, Bodas de sangre, todas ellas de Federico García Lorca; Fuenteovejuna, de Lope de Vega; Las sillas, de Eugène Ionesco; Tartufo, de Molière; entre muchas otras de Bertolt Brecht, John Synge, Carlos José Reyes, Jean-Paul Sartre, Samuel Beckett, Antón Chéjov, Fernando Arrabal, etc.
Entre los artistas y promotores culturales con quienes este director mantuvo amistad y relaciones profesionales se cuenta a Nijole Civikas, Norma Bracho, Fanny Mikey, Herman Lejter, Pilar Romero, Elsa Sanguino, Carlos Tovar, Jorge Alí Triana, Eduardo Ramírez Villamizar, José Campos Biscardi, Segundo Agelvis, Alicia Manzur, Hugo Arneodo (director de la Compañía Regional de Teatro del Estado Sucre, y director del Teatro Quijotillo, Edgar Velandia, Ciro Medina, Luis Sánchez Torres, Freddy Pereira, René Gamboa, Clemente Izaguirre, Janice Williams, German Moure, Kiddio España, entre otros. Ciro Villamizar falleció en la ciudad de Bucaramanga el 31 de enero de 2007 tras una serie de complicaciones respiratorias y cardíacas.
- Datos: Q5770258